# Bangladesz na igrzyskach Wspólnoty Narodów
Bangladesz wystartował po raz pierwszy na igrzyskach Wspólnoty Narodów w 1978 roku na igrzyskach w Edmonton i uczestniczył we wszystkich igrzyskach oprócz igrzysk w 1982 i 1986 roku. Reprezentacja zdobyła najwięcej medali (2) podczas igrzysk w Auckland w 1990 roku.

## Klasyfikacja medalowa
| Nazwa             | Złoto | Srebro | Brąz | Razem |
| ----------------- | ----- | ------ | ---- | ----- |
| 1978 Edmonton     | 0     | 0      | 0    | 0     |
| 1990 Auckland     | 1     | 0      | 1    | 2     |
| 1994 Victoria     | 0     | 0      | 0    | 0     |
| 1998 Kuala Lumpur | 0     | 0      | 0    | 0     |
| 2002 Manchester   | 1     | 0      | 0    | 1     |
| 2006 Melbourne    | 0     | 1      | 0    | 1     |
| 2010 Nowe Delhi   | 0     | 0      | 1    | 1     |
| Razem             | 2     | 1      | 2    | 5     |

### Według dyscyplin
| Nazwa       | Złoto | Srebro | Brąz | Razem |
| ----------- | ----- | ------ | ---- | ----- |
| Strzelectwo | 2     | 1      | 2    | 5     |
| Razem       | 2     | 1      | 2    | 5     |